# Ruby McGregor-Smith
Ruby McGregor-Smith (née Ahmad; née le 22 février 1963 en Inde) est une femme politique et dirigeante d'entreprise britannique. 

## Biographie
McGregor-Smith est née en 1963 à Lucknow, Uttar Pradesh, dans le nord de l'Inde puis a déménagé en Angleterre à l'âge de deux ans avec sa mère, rejoignant son père qui faisait une formation de comptable à Londres. Elle a grandi à Bayswater, White City et Stanmore dans le quartier londonien de Harrow, fréquentant le Bentley Wood High School et le Lowland Sixth Form College avant de terminer ses études à l'Université Kingston en 1985 avec une licence en économie.
McGregor-Smith a été l'ancienne PDG du Mitie Group PLC de 2007 à 2016. Elle a été nommée ‘pair à vie’ du Parti conservateur et unioniste britannique (anglais : Conservative Party) en août 2015. Elle a été la première femme asiatique à être PDG au sein du FTSE 250 et conseille la Chambre des Lords. Elle a reçu l'Ordre de l’Empire britannique (en anglais : Most Excellent Order of the British Empire) pour ses services aux entreprises et la promotion de la diversité,. Au cours de la décennie qu'elle a passée chez Mitie, l'entreprise a augmenté son chiffre d'affaires de 1,5 milliard de livres sterling et a franchi la barre des 2 milliards de livres pour la première fois en 2012. Lors de sa nomination à la Chambre des lords en 2015, après huit ans à titre de directrice générale, McGregor-Smith a demandé au conseil d'administration de Mitie d'entamer le processus de recherche d'un remplaçant au poste de directeur général. En octobre 2016, une période de transfert avec le nouveau PDG Phil Bentley a commencé, se terminant en décembre 2016. En 2020, elle est nommée présidente de la Chambre de commerce britannique (en anglais : British Chambers of Commerce ou BCC).

### Vie privée
McGregor-Smith est mariée à Graham McGregor-Smith, un comptable, depuis 1990. Ils ont deux enfants, une fille et un fils.